# Andreas Kauxdorf
Andreas Kauxdorf, alternative Schreibweisen Kauxdorff, Kaugsdorf oder Kaugisdorf, (* 1470 in Torgau; † 1543 in Eilenburg) war ein lutherischer Theologe der Reformationszeit. Er war Domprediger in Magdeburg und Superintendent in Eilenburg.

## Leben
Über das frühe Leben von Andreas Kauxdorf ist wenig bekannt. Er wurde am 24. Oktober 1498 in Köln immatrikuliert und als Magister coloniensis entlassen. Nach unbekannter Tätigkeit in den Folgejahren erfolgte am 19. Juli 1513 die Immatrikulation an der Universität Wittenberg im Fach Theologie. Hier wurde er am 20. September 1514 zum Baccalaureus theologiae promoviert. In Wittenberg war Kauxdorf als Prediger vermutlich an der Stiftskirche tätig (concionator dicte ecclesie celeberrimus), wo 1517 die Reformation ihren Anfang nahm. Zugleich erhielt er die Erlaubnis, in Magdeburg zu predigen (in insigni civitate Magdeburgensi designato sibi libro eorumque capita legendi, interpretandi et complendi).
Kauxdorf war Dominikanermönch und wirkte von 1514 bis 1521 als 2. Domprediger in Magdeburg. Er  hielt 1521 die erste lutherische Predigt am Magdeburger Dom. Sein Auftritt sorgte für Unruhen in der Stadt. Auf Betreiben des Magdeburger Rates wurde Kauxdorf von Erzbischof Albrecht von Brandenburg am 14. September 1521 wegen Ketzerei des Stiftes und der Stadt verwiesen.
Auf ein Ersuchen Martin Luthers bei Georg Spalatin trat Kauxdorf 1522 eine Predigerstelle in Eilenburg an. Die offizielle Einführung als Pfarrer an St. Nikolai wurde erst 1525, als die katholische Priesterschaft Eilenburg verlassen hatte, vollzogen. In der Stadt ereigneten sich zuvor wiederholt Tumulte, bei denen die katholischen Pfarrhäuser gestürmt worden waren. Die Berufung Kauxdorfs, der in Magdeburg als Anhänger Luthers aufgetreten war, sollte dem Wunsch der Bevölkerung nach einem evangelischen Pfarrer entsprechen und so in diesem Konflikt deeskalieren. Eine Berufung als Pfarrer an die Katharinenkirche zu Magdeburg im Jahr 1524 lehnte er ab.
Für die Zeit zwischen 1526 und etwa 1531 ist ein Briefwechsel zwischen Kauxdorf und Luther sowie Justus Jonas dokumentiert. Inhalt dieser Briefe war unter anderem ein Rücktrittsgesuch Kauxdorfs, dem eine Auseinandersetzung mit einem Magister Ägidius Seitz vorausgegangen war. Luther empfahl Kauxdorf jedoch, sein Amt nicht niederzulegen.
1530 wurde Kauxdorf erster Superintendent der Ephorie Eilenburg. Er übte das Amt bis zu seinem Tode aus. Sein Sohn Daniel Kauxdorf (* 1524) war ebenfalls Theologe und Hofprediger in Greiz.